# Косонь
Косонь (укр. Косонь, венг. Mezőkaszony Мезёкосонь) — село в Береговском районе Закарпатской области Украины. Административный центр Косоньской сельской общины.
Население по переписи 2001 года составляло 2338 человек. Почтовый индекс — 90223. Телефонный код — 03141. Занимает площадь 4,798 км². Код КОАТУУ — 2120485601.

## История
В 1995 г. селу возвращено историческое название